# سنگ (فیلم ۱۹۷۷)
«سنگ» (ترکی آذربایجانی: Daş) یک فیلم است که در سال ۱۹۷۷ منتشر شد.